# Clathraria acuta
Clathraria acuta is een zachte koraalsoort uit de familie Melithaeidae. De koraalsoort komt uit het geslacht Clathraria. Clathraria acuta werd in 1870 voor het eerst wetenschappelijk beschreven door Gray. 